# Эвре-Ордал
Эвре-Ордал (норв. Øvre Årdal) — город в Норвегии, в коммуне Ордал, фюльке Согн-ог-Фьюране географического региона Вестланн. Находится в глубине Согне-фьорда на берегу озера Ордалсватнет.

## Подробнее
Эвре-Ордал является самым крупным по численности населения городом коммуны Ордал. Находится по берегам реки Утла, в двенадцати километрах от Ордалстангена — административного центра коммуны.

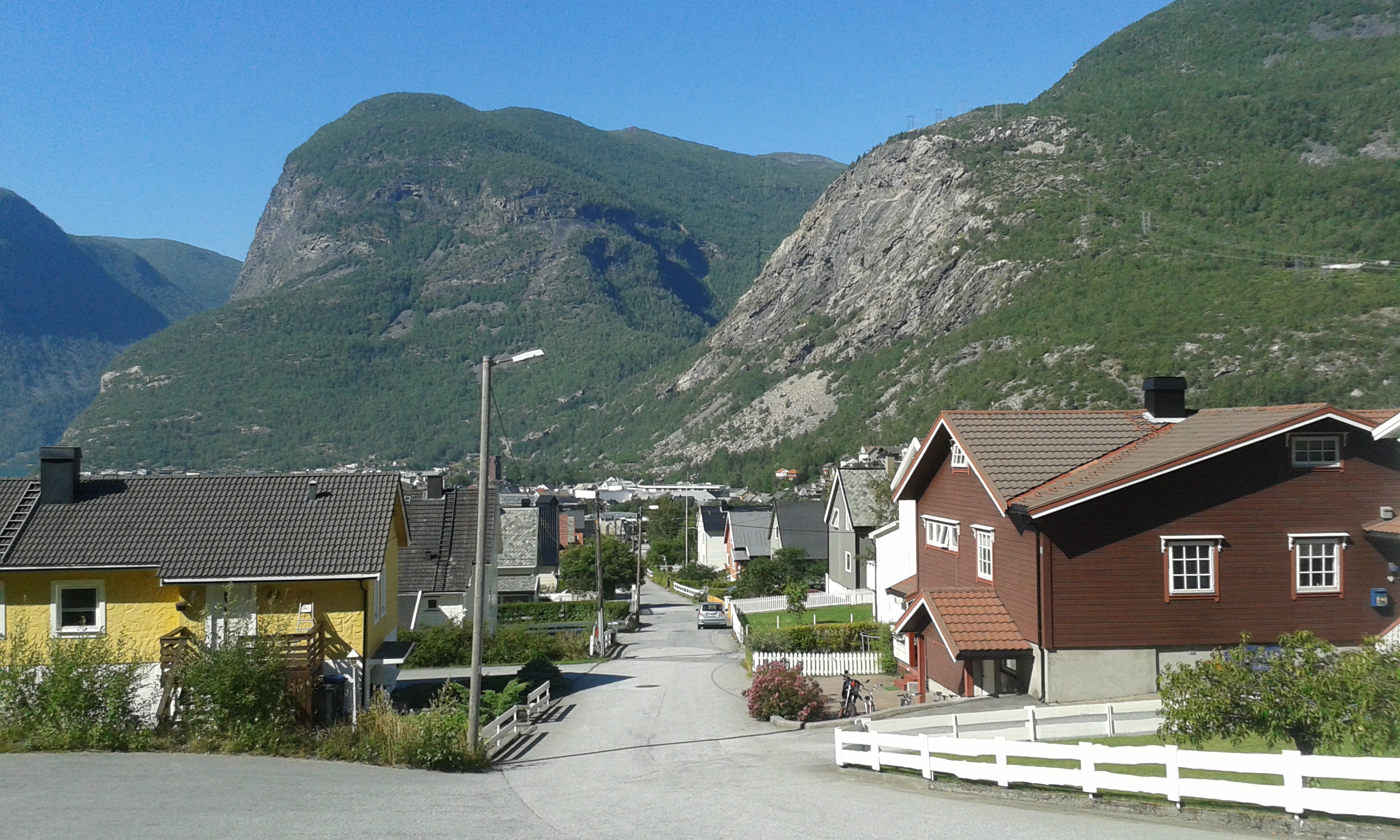
Вид на скалу Блоберг[англ.]
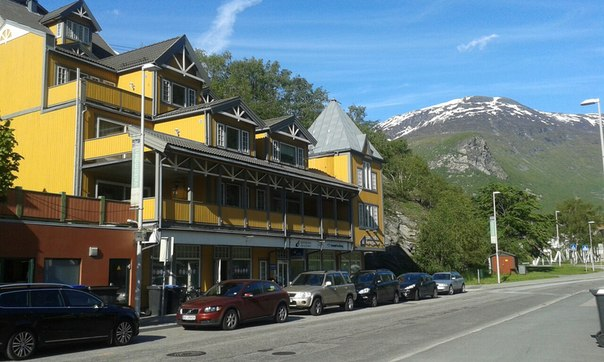
Застройка города

## Культура
- В городе есть лютеранская кирха Farnes 1970 года постройки. По воскресеньям она используется также православным приходом эфиопской церкви
- Библиотека[2]
- Ежегодный музыкальный фестиваль Målrock[3] («Молрок»[источник не указан 3293 дня]) в начале августа в Ордалстанген
- В городе проходят каждое лето соревнования по бегу до водопада Веттисфоссен[источник не указан 3497 дней]
- Соревнования «Tur til 1000» (ранее Heirsnosi Opp[норв.]) по бегу и велокроссу от Эвре-Ордала или от точки на высоте 400 м над уровнем моря до точки на высоте около 1000 м на отроге горы Хейрснуси (Heirsnosi)[4][5]. Название соревнования можно перевести как «Прогулка/поездка на 1000 [метров]»; кроме того, в нём присутствует игра слов: слово tur имеет значения «прогулка, поездка» и «шум, гром, грохот; веселье, игра», а слово til, помимо значения «в, к, на (предлог, обозначающий направление)», имеет также значение «ещё»[6].

## Образование
- Техникум «Årdal vidaregåande skule»[7]
- Начальная и младшая школа «Farnes skule»[8]

## Промышленность
В Эвре-Ордале и Ордалстангене одновременно расположены производства:
- Завод Hydro Aluminium
- Цех HMR
- Фабрика NorSun Årdal[9]

## Спорт
- Футбольный клуб Årdal

Общественный бассейн города

- Стадион с искусственным покрытием и подогреваемым полем Jotun[10]
- Фитнес-центр Årdal Gym[11]
- Тренажерный клуб Jotun
- Бассейн круглогодичный
- Бассейн общественный летний под открытым небом (с июня по август)[12]